# Stubbe – Von Fall zu Fall: Stubbe und Elli
Stubbe und Elli ist ein deutscher Fernsehfilm von Christa Mühl aus dem Jahr 1997. Es handelt sich um den elften Filmbeitrag der ZDF-Kriminalfilmreihe Stubbe – Von Fall zu Fall mit Wolfgang Stumph in der Titelrolle.

## Handlung
Wilfried Stubbe und sein Kollege Zimmermann müssen diesmal den Tod des Rentners Dunker aufklären, da seine Frau Elisabeth felsenfest behauptet, ihr Mann sei die Treppe hinunterstoßen worden. Stubbe selbst geht zunächst von einem Unfall aus und hält die Rentnerin für nicht ganz ernst zu nehmen. Sie beschuldigt den Immobilienmakler Wessel „hinter ihrem Haus her zu sein“. Stubbe sieht sich bei dem Beschuldigten um, der auf den Kommissar recht seriös wirkt. Im Testament des Rentnerehepaares ist als Erbe der Verein Ankerplatz e. V. benannt, der sich um alte Seeleute kümmert. Stubbe kann nicht ausschließen, dass der Verein das Ableben beschleunigen wollte, aber dafür kann er ebenso wenig Anhaltspunkte finden, wie bei dem Immobilienmakler. Ein dritter Verdächtiger ist der Modestar Nino Grosser, der des Öfteren am Haus der Dunkers gesehen wurde und sich etwas merkwürdig verhalten hatte. Stubbes Vorgesetzter Gessler erinnert sich an einen Vorfall aus der Vergangenheit, bei dem Nino Grosser handgreiflich geworden war.
Eines Nachts fühlt sich Elisabeth Dunker bedroht und ruft die Polizei. Da diese ihr nicht helfen kann, ruft sie auch noch Stubbe an, der ihr seine Karte für den Notfall gegeben hatte. Auch er nimmt die alte Frau noch immer nicht ernst und will sich erst am nächsten Tag um die Angelegenheit kümmern. Doch er bekommt Skrupel und macht sich doch noch auf den Weg zur Dunker-Villa. Als er dort ankommt, brennt der Gartenpavillon lichterloh und Stubbe kann nun tatsächlich eine Absicht nicht ausschließen, dass jemand die alte Frau aus dem Haus vertreiben will. Dabei ist er sich mit Zimmermann sogar darüber einig, dass am ehesten der cholerische Grosser dafür in Frage kommt. Elisabeth Dunker will derweil die Sache in ihre eigenen Hände nehmen. Sie plant Wessel zu sich zu locken und ihm die Meinung zu sagen. Das gestaltet sich jedoch als schwierig, weil die Polizei ihr inzwischen einen Personenschutz zur Seite stellt und sie kaum noch allein ist.
Während Wilfried Stubbe mit seinem Fall beschäftigt ist, verbringt seine Tochter Christiane ihre Freizeit im Verein Ankerplatz e. V. Eigentlich wollte sie dort nur nach einem Trainingsraum für ihre Tanzübungen fragen, hat dann aber Gefallen an der Arbeit mit den alten Menschen gefunden. Voller Stolz präsentiert sie ihrem Vater Fotos, die sie dort gemacht hat. Überrascht entdeckt er auf einem Foto den Vorbestraften Guido Schwartz, der mit der Leiterin des Vereins, Sophie Hiller, befreundet zu sein scheint. Daraufhin bittet er Christiane vorerst nicht mehr dorthin zu gehen. Sophie Hiller ist aber nicht nur mit Schwartz befreundet, sie hat auch Dunkers Nachbarn Jan Petersen auf ihre Seite gezogen. Er hat einen sehr guten Kontakt zu den Dunkers, den sie versucht auszunutzen, um an die Villa zu gelangen. Er sollte „dem Alten“ einen Schrecken einjagen, was dann eskaliert war. Nun hat sie ihm eine Tablette gegeben, die er Elisabeth Dunker verabreichen soll. Diese Pläne hört zufällig Christiane mit, die trotz der Bitte ihres Vaters wieder zum Verein gegangen war. Schwartz nimmt sie unvermittelt als Geisel, als die Polizei auftaucht. Stubbe ist entsetzt, als er hilflos mitansehen muss, in welcher Gefahr sich seine Tochter befindet. Mit Glück kann sich Christiane befreien und berichtet nun von Sophies Vorhaben. Stubbe eilt zur Dunker-Villa und nimmt dort Petersen fest, der allerdings gegen die clevere alte Dame nichts ausrichten konnte, weil sie dessen Plan bereits durchschaut hatte.

## Hintergrund
Der Film wurde in Hamburg und Umgebung gedreht und am 20. Dezember 1997 um 20:15 Uhr im ZDF erstausgestrahlt.

## Kritik
Für die Kritiker der Fernsehzeitschrift TV Spielfilm war Stubbe und Elli „dank der wunderbaren Christel Peters“ „eine der wenigen Perlen der „Stubbe“-Reihe“. Sie vergaben dem elften Stubbe-Fall ihre bestmögliche Wertung, indem sie mit dem Daumen nach oben zeigten.